# Euripersia stepposa
Euripersia stepposa är en insektsart som först beskrevs av Matesova 1968.  Euripersia stepposa ingår i släktet Euripersia och familjen ullsköldlöss. Inga underarter finns listade i Catalogue of Life.